# ریمون کروزوره

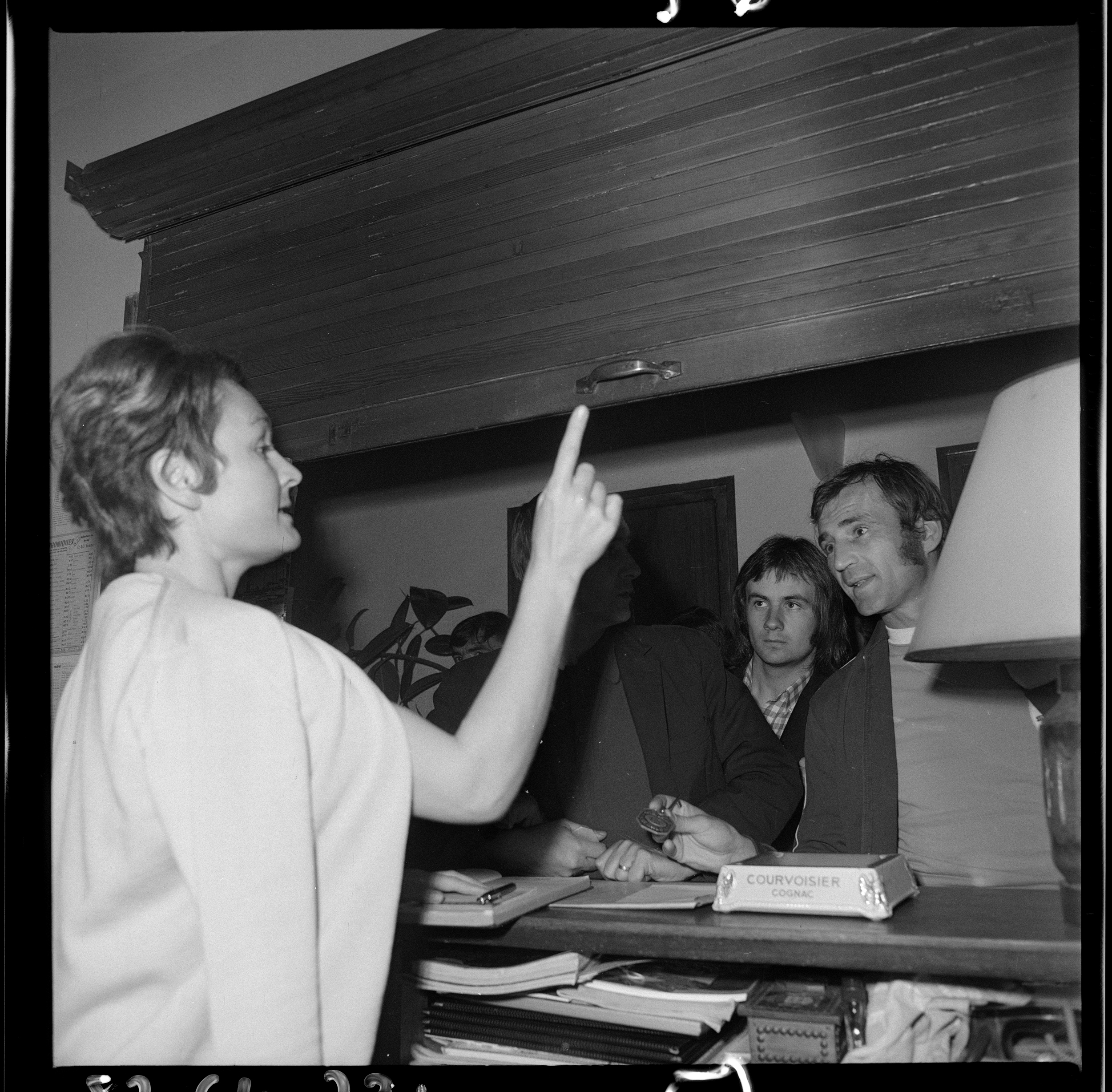
ریمون کروزوره (سمت راست، نفردوم) - ۱۹۷۱

ریمون کروزوره (فرانسوی: Raymond Keruzoré‎؛ زادهٔ ۱۷ ژوئن ۱۹۴۹) بازیکن و مربی فوتبال اهل فرانسه بود که به عنوان یکی از بهترین بازیکنانی که برای رن بازی کرده است و همچنین یکی از بهترین بازیکنان تاریخ بریتون شناخته می‌شود.
از باشگاه‌هایی که در آن بازی کرده‌است می‌توان به باشگاه فوتبال گنگام، باشگاه فوتبال استاد برستوا ۲۹، باشگاه فوتبال المپیک مارسی و باشگاه فوتبال رن اشاره کرد.
او همچنین در تیم ملی فوتبال فرانسه بازی کرده‌است.